# Rodrigo Mannara
Rodrigo Martín Mannara (Lanús, Provincia de Buenos Aires, Argentina; 24 de diciembre de 1979) es un exfutbolista argentino. Jugaba como delantero y su primer equipo fue Lanús. Su último club antes de retirarse fue Deportivo Roca de Río Negro.

## Trayectoria
Empezó jugando en las divisiones inferiores de Lanús, desde muy pequeño, en donde debutó el año 1999.
Ha jugado en Argentina en equipos como Lanús y Arsenal de Sarandí, y en Chile, en Cobreloa y en Deportes Puerto Montt.
En el Campeonato de Clausura del 2007 se va cedido a Deportes Puerto Montt por problemas con el DT Gustavo Huerta de Cobreloa, a pesar de que era titular en dicho equipo.
En el año 2008 vuelve al club del norte de Chile, donde alcanza, el segundo semestre, las semifinales del torneo de clausura.
En junio de 2009 llega a Universidad Católica pedido por el técnico cruzado Marco Antonio Figueroa, quien lo dirigiera en Cobreloa el año anterior.
Debido a su poca continuidad en Universidad Católica, por su bajísimo rendimiento, en junio de 2010 llega a reforzar al equipo de Unión de Santa Fe, buscando así continuidad y volver a ser la figura que fue en Cobreloa.

## Clubes
| Club                         | País      | Año       |
| ---------------------------- | --------- | --------- |
| Lanús                        | Argentina | 1999-2000 |
| Arsenal de Sarandí           | Argentina | 2000-2001 |
| Lanús                        | Argentina | 2001-2004 |
| Racing                       | Argentina | 2004      |
| Arsenal de Sarandí           | Argentina | 2005-2006 |
| Cobreloa                     | Chile     | 2006-2007 |
| Deportes Puerto Montt        | Chile     | 2007      |
| Cobreloa                     | Chile     | 2008-2009 |
| Universidad Católica         | Chile     | 2009-2010 |
| Unión de Santa Fe            | Argentina | 2010-2011 |
| Lamadrid                     | Argentina | 2011-2012 |
| Jorge Newbery (VT)           | Argentina | 2012      |
| Recreativo Larroudé          | Argentina | 2014      |
| Textil Mandiyú de Corrientes | Argentina | 2014      |
| Libertad de Sunchales        | Argentina | 2015      |
| SATSAID                      | Argentina | 2016      |
| Argentino de Merlo           | Argentina | 2016      |
| SATSAID                      | Argentina | 2017      |
| Deportivo Roca de Río Negro  | Argentina | 2017-2019 |

## Palmarés

### Campeonatos nacionales
| Título           | Club                 | País  | Año  |
| ---------------- | -------------------- | ----- | ---- |
| Primera División | Universidad Católica | Chile | 2010 |